# Campionati italiani di triathlon lungo del 1997
I Campionati italiani di triathlon lungo del 1997 sono stati organizzati dalla Federazione Italiana Triathlon e si sono tenuti a Marina di Campo in Toscana, in data 5 ottobre 1997.
Tra gli uomini si è laureato Campione d'Italia Massimo Guadagni (Fun Tri Team), mentre la gara femminile è andata a Mirella Gandellini (Zeppelin Triathlon Team).
La gara maschile, tuttavia, è stata vinta dallo sloveno Damian Zepic.

## Risultati

### Élite uomini
| Pos. | Atleta             | Società sportiva       | Nuoto    | Bici     | Corsa    | Totale   |
| ---- | ------------------ | ---------------------- | -------- | -------- | -------- | -------- |
|      | Damian Zepic       | Happidea Triathlon     | 00:51:58 | 03:14:06 | 01:54:47 | 06:00:51 |
|      | Massimo Guadagni   | Fun Tri Team           | 00:52:35 | 03:19:52 | 01:55:53 | 06:08:20 |
|      | Thomas Komorowski  | Federaz. Tedesca       | 00:46:59 | 03:15:40 | 02:06:36 | 06:09:15 |
| 4    | Marco Marchese     | Happidea Triathlon     | 00:47:43 | 03:16:53 | 02:04:49 | 06:09:25 |
| 5    | Markus Wepfer      | T.T. Bern              | 00:52:16 | 03:14:40 | 02:03:08 | 06:10:04 |
| 6    | Federico Girasole  | Forze Armate Triathlon | 00:57:07 | 03:09:47 | 02:07:02 | 06:13:56 |
| 7    | Marino Rocca       | Fri Team               | 00:55:41 | 03:16:35 | 02:03:52 | 06:16:08 |
| 8    | Bennie Lindberg    | Sc Riederau            | 00:55:45 | 03:11:12 | 02:11:00 | 06:17:57 |
| 9    | Nicola Carpanese   | Fun Tri Team           | 00:54:16 | 03:19:36 | 02:06:14 | 06:20:06 |
| 10   | Marco Salamon      | Fun Tri Team           | 00:54:20 | 03:20:43 | 02:05:04 | 06:20:07 |
| 11   | Giovanni Bertagnin | Forze Armate Triathlon | 01:01:55 | 03:14:56 | 02:04:09 | 06:21:00 |
| 12   | Klaus Runer        | Läufer Club Bozen      | 00:59:07 | 03:13:21 | 02:10:49 | 06:23:17 |
| 13   | Michele Pieri      | Triathlon Club Pistoia | 00:57:51 | 03:15:17 | 02:10:58 | 06:24:06 |
| 14   | Roberto Travenzoli | Pesaro Triathlon       | 00:55:49 | 03:24:28 | 02:04:51 | 06:25:08 |
| 15   | Andrea Palmieri    | Forze Armate Triathlon | 00:55:29 | 03:15:32 | 02:17:48 | 06:28:49 |
| 16   | Diego Gazzari      | Silca Ultralite        | 00:50:56 | 03:20:38 | 02:18:55 | 06:30:29 |
| 17   | Andreas Ohnhaus    | Federaz. Tedesca       | 00:51:15 | 03:20:24 | 02:19:07 | 06:30:46 |
| 18   | Stefano Manini     | Triathlon Club Milano  | 01:02:11 | 03:25:36 | 02:05:06 | 06:32:53 |
| 19   | Marco Saia         | U.S. Libertas 1911     | 00:58:00 | 03:18:58 | 02:16:30 | 06:33:28 |
| 20   | Massimo Monte      | Athletic Team 87       | 01:03:22 | 03:24:32 | 02:06:48 | 06:34:42 |

### Élite donne
| Pos. | Atleta              | Società sportiva        | Nuoto    | Bici     | Corsa    | Totale   |
| ---- | ------------------- | ----------------------- | -------- | -------- | -------- | -------- |
|      | Mirella Gandellini  | Zeppelin Triathlon Team | 01:03:01 | 03:38:29 | 02:10:02 | 06:51:32 |
|      | Astrid Perathoner   | Läufer Club Bozen       | 00:57:04 | 03:34:29 | 02:35:50 | 07:07:23 |
|      | Alessia Bertolino   | Excalibur Club          | 01:03:22 | 03:50:20 | 02:22:42 | 07:16:24 |
| 4    | Giovanna Ricotta    | Fun Tri Team            | 01:26:09 | 03:56:15 | 02:30:30 | 07:52:54 |
| 5    | Alessandra Brunelli | Anzio Triathlon         | 01:09:43 | 04:06:05 | 02:40:04 | 07:55:52 |
| 6    | Monica Ferrari      | Fumane Triathlon        | 01:19:00 | 04:15:56 | 02:48:02 | 08:22:58 |
| 7    | Mariella Bighelli   | Bike Store Tri          | 01:16:09 | 04:38:30 | 02:40:25 | 08:35:04 |
| 8    | Maria Angioni       | Anzio Triathlon         | 01:36:54 | 04:18:22 | 02:47:24 | 08:42:40 |
| 9    | Daniela Ianesi      | Läufer Club Bozen       | 01:04:11 | 04:22:33 | 03:26:02 | 08:52:46 |
| 10   | Hanna Weiemann      | Federaz. Svizzera       | 01:15:12 | 04:19:21 | 03:18:13 | 08:52:46 |
| 11   | Birgit Lippke       | Federaz. Tedesca        | 01:22:52 | 04:40:36 | 02:50:12 | 08:53:40 |
| 12   | Carla Tiburtini     | Torino Triathlon        | 01:14:20 | 04:49:18 | 02:52:06 | 08:55:44 |
| 13   | Roberta Falaschi    | Anzio Triathlon         | 01:16:42 | 04:42:24 | 03:07:45 | 09:06:51 |